# Ван Япін
Ван Япін (кит. спр. 王亚平, піньїнь: Wáng Yàpíng; нар. 27 січня 1980 Яньтай, пров. Шаньдун, КНР) — китайська космонавтка (тайконавтка), підполковниця ВПС КНР (льотчиця другого класу ВПС НВАК). Друга китайська жінка в космосі. 

## Біографія
Ван Япін народилася у 1980 році в селищі Чжанґечжуан району Фушань міського округу Яньтай в провінції Шаньдун. У неї є дві молодші сестри.
У 1997 році вступила у Вище військове авіаційне училище в місті Чанчунь, яке закінчила з відзнакою у 2001 році у складі 7-ї жіночої групи пілотес (військово-транспортна авіація). На службі у збройних силах з 1997 року. З 2001 року служить пілотесою військово-транспортної авіації ВПС НВАК. Була заступницею командира авіаційної ескадрильї. З 2011 року має військове звання майора ВПС НВАК.
У травні 2009 року, в Китаї відбувся відбір тайконавтів 2-ї партії і вперше були відкриті двері для жінок. Після суворого відбору Ван Япін увійшла в одну з перших партій тайконавток Китаю. На початку 2012 року пройшла відбір і була включена в один з двох екіпажів корабля «Шеньчжоу-9». Як потім з'ясувалося в результаті випробувань, вона опинилася в резервному екіпажі і була дублеркою разом з Не Хайшен і Чжан Сяогуан.
Екіпаж дублерок продовжив заняття в тому ж складі і навесні 2013 року вони були затверджені основним екіпажем космічного корабля «Шеньчжоу-10».
З травня 2000 року членкиня КПК.

## Космічний політ
Ван Япін здійснила свій космічний політ у червні 2013 року на кораблі «Шеньчжоу-10» лаборанткою-дослідницею, ставши другою жінкою-космонавткою в Китаї після Лю Ян. 13 червня корабель «Шеньчжоу-10» був пристикований до орбітального модуля «Тяньгун-1», після чого тайконавти перейшли на станцію (модуль) та розпочали виконувати різні наукові експерименти. У процесі польоту Ван Япін провела урок з космосу з китайськими школярами. Завершився політ вранці 26 червня.
Здійснивши свій космічний політ, стала представницею наймолодшого в світі покоління космонавтів (1980 року народження).
27 липня 2013 року Ван Япін була вручена медаль «За заслуги в галузі космонавтики» 3-го ступеня. Крім того, їй було надано почесне звання «Космонавт-герой». З кінця 2013 року є підполковницею.
Статистика
| # | Стартовий корабель | Старт                 | Експедиція                | Корабель посадки | Посадка               | Наліт                      | Виходи у відкритий космос | Час у відкритому космосі |
| - | ------------------ | --------------------- | ------------------------- | ---------------- | --------------------- | -------------------------- | ------------------------- | ------------------------ |
| 1 | Шеньчжоу-10        | 11.06.2013, 09:38 UTC | Шеньчжоу-10, Тяньгун-1(3) | Шеньчжоу-10      | 26.06.2013, 00:07 UTC | 14 днів 14 годин 29 хвилин | 0                         | 0                        |
|   |                    |                       |                           |                  |                       | 14 днів 14 годин 29 хвилин | 0                         | 0                        |

## Особисте життя
Одружена, виховує дитину.